# (15120) Mariafélix
(15120) Mariafélix, désignation internationale (15120) Mariafelix, est un astéroïde de la ceinture principale.

## Description
(15120) Mariafelix est un astéroïde de la ceinture principale. Il fut découvert le 4 mars 2000 à Marxuquera par Josep Juliá Gómez Donet. Il présente une orbite caractérisée par un demi-grand axe de 2,27 UA, une excentricité de 0,17 et une inclinaison de 2,9° par rapport à l'écliptique.

## Compléments